# Spits havikskruid

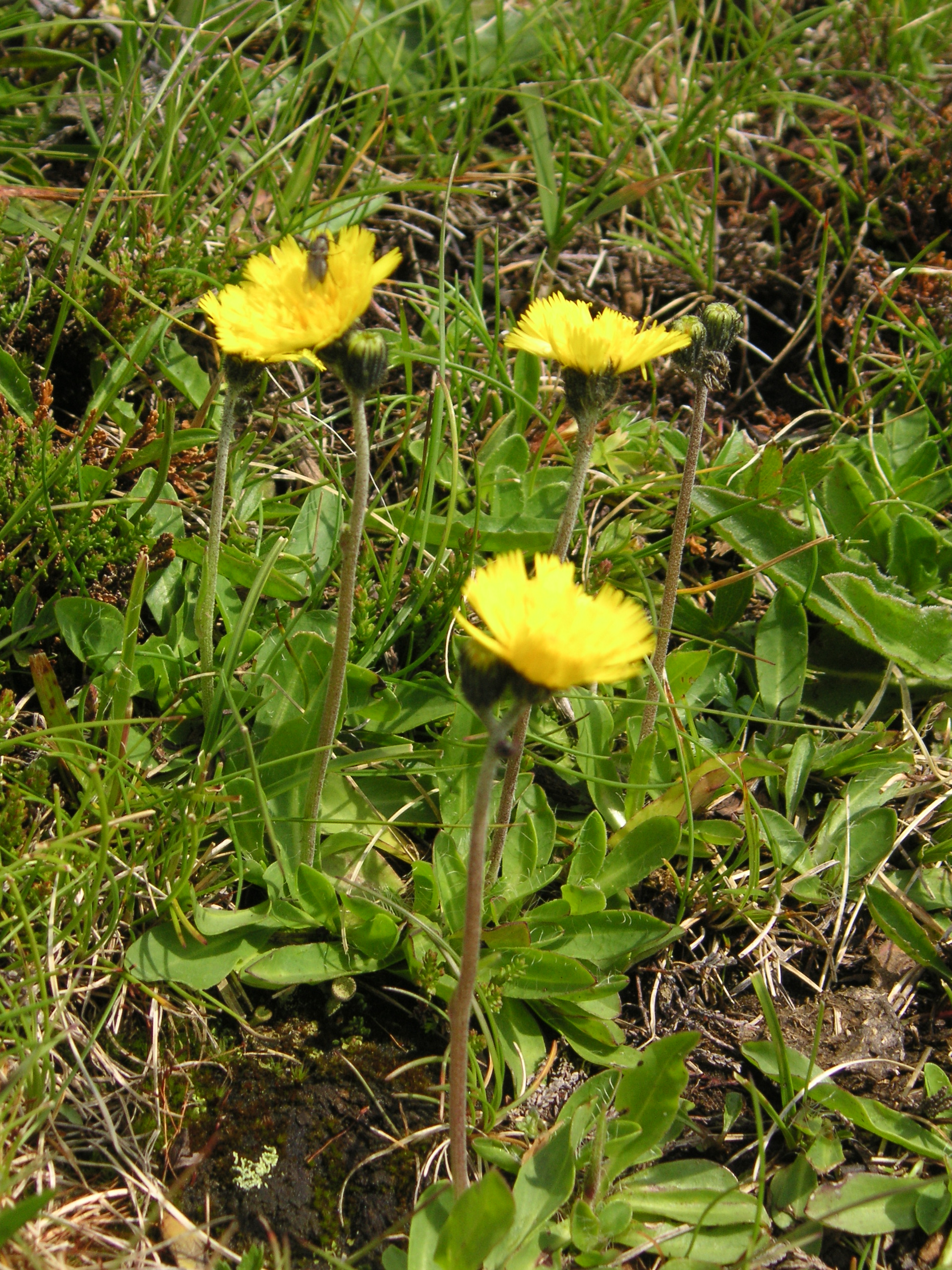

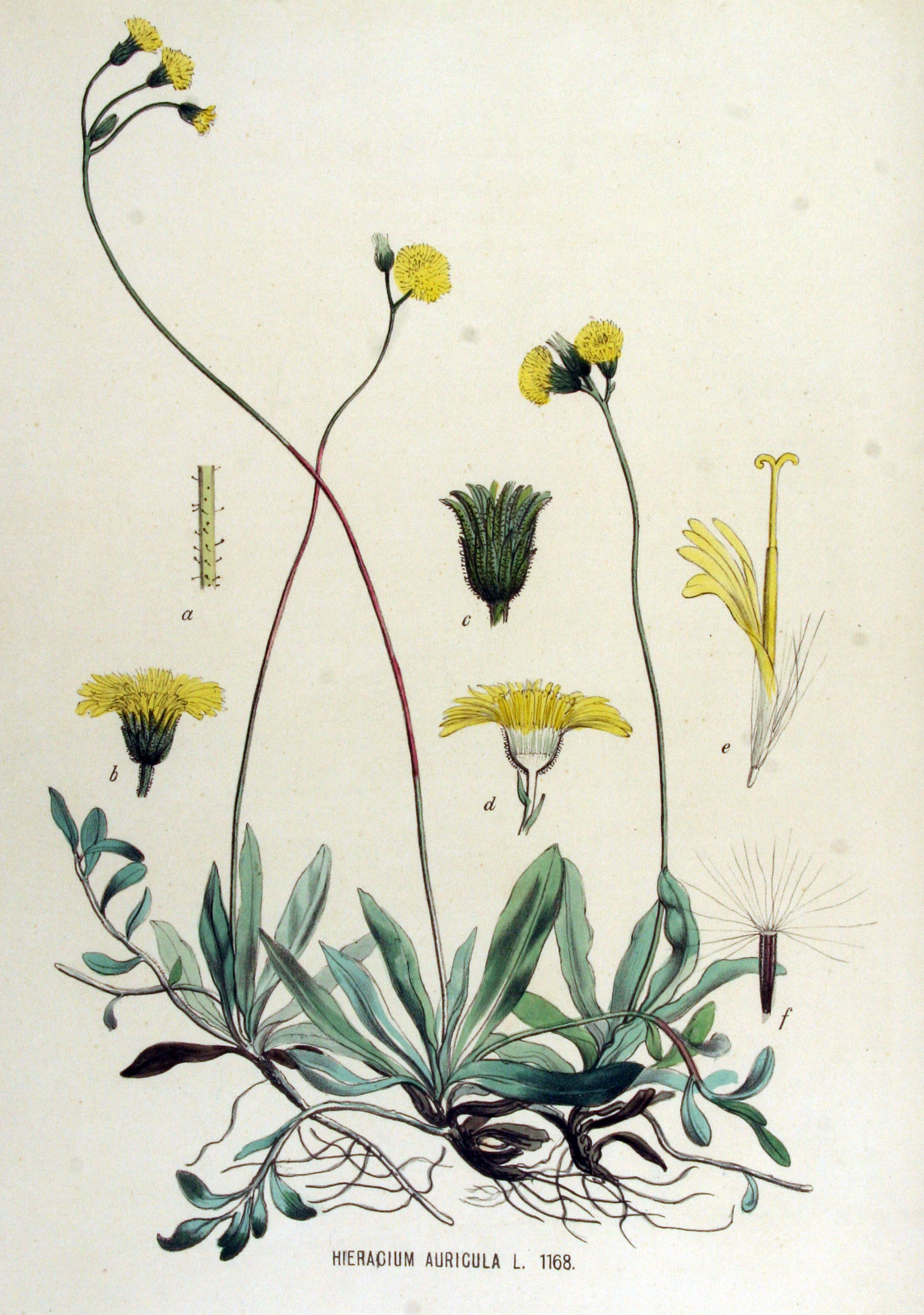

Spits havikskruid (Hieracium lactucella, synoniem: Pilosella lactucella (Wallr.) P.D.Sell & C.West)  is een plant die behoort tot de composietenfamilie (Asteraceae). Het is een lage, bodembedekkende, vaste plant met uitlopers. 
De plant wordt 5-20 cm hoog. De stengels zijn 1–2 mm in doorsnede. De bladeren zijn 5–8 cm lang. De plant bloeit van mei tot juni, maar mogelijk tot in de herfst, met hoofdjes die 2–5 cm lang zijn. De lintbloemen zijn geel. Bij de voet van de bloemsteel zit vaak slechts één blad, of geheel geen bladeren, waardoor de plant moeilijk te determineren is. Op andere plaatsen vormen de bladeren een blauwachtig groen rozet. De bladeren zijn smal spatelvormig en spit. 
Ooit werd de plant Hieracium auricula of Pilosella auricula genoemd, beide beschreven door Linnaeus. De plant is in 1998 anders ingedeeld door A. E. Roland en M. Zinck. De plant kan een hybride vormen met muizenoor (Hieracium x schultesii).

## Voorkomen
Spits havikskruid is een lichtminnende soort van korte grazige standplaatsen op zandige tot lemige arme bodems.
Spits havikskruid is een strikt Europese soort die niet voortkomt op de Britse Eilanden. In Nederland en Vlaanderen bereikt de soort zowat haar westgrens. Het areaal is grotendeels beperkt tot West- en Centraal-Europa. 
In Vlaanderen is de soort zeer zeldzaam, in Wallonië is de soort vrij zeldzaam in de Ardennen, zeldzaam in het Maasdistrict en elders zeer zeldzaam.
In Nederland is de soort zeldzaam in Zuid-Limburg en zeer zeldzaam in de rest van Limburg en in het oosten en midden van het land. De soort is sinds 1 januari 2017 in Nederland beschermd op grond van de Wet Natuurbescherming.

## Plantengemeenschap
Spits havikskruid is een indicatorsoort voor het droog heischraal grasland (hn) op kalkrijke bodem, een karteringseenheid in de Biologische Waarderingskaart (BWK) van Vlaanderen en het Brussels Hoofdstedelijk Gewest.